# Вук Тодоровић
Вук Тодоровић (23. април 1998) српски је одбојкаш. Игра на позицији техничара, а тренутно наступа за Војводину и репрезентацију Србије.
Са репрезентацијом је освојио златну медаљу на Европском првенству 2019. године. Исте године је проглашен за најбољег спортисту Новога Сада.